# فرودگاه تکبانده پونتا پریتا
فرودگاه تکبانده پونتا پریتا (به انگلیسی: Punta Prieta Airstrip) یک فرودگاه همگانی است که یک باند فرود آسفالت دارد و طول باند آن ۱۴۹۵ متر است. این فرودگاه در کشور مکزیک قرار دارد و در ارتفاع ۲۰۰ متری از سطح دریا واقع شده‌است.